# Lê Hữu Thúy
Lê Hữu Thúy (1926- 2000) là một tình báo viên chiến lược trong cuộc chiến tranh Việt Nam. Ông nổi tiếng với vụ án cụm tình báo A.22 làm rung động chính trường Sài Gòn vào cuối năm 1969. Ông đã được nhà nước Việt Nam trao tặng danh hiệu Anh hùng lực lượng vũ trang năm 1996.

## Xuất thân và tham gia hoạt động cách mạng
Lê Hữu Thúy còn được gọi là Năm Thúy hay Thắng, hoặc bí danh Lê Thụy. Khi viết báo, ông còn sử dụng nhiều bút danh như Khánh Hà, Nhị Hà, Nhị Hồ...
Ông sinh năm 1926 tại Hoằng Quang, Hoằng Hóa, Thanh Hóa, trong một gia đình nhà Nho khá giả xuất thân khoa bảng. Bố mất sớm, mẹ ông nuôi ông và 4 chị em gái. Thuở nhỏ, ông theo học tại trường trung học Alexandre de Rhodes của Nhà chung Thanh Hóa và tốt nghiệp Tú tài. Tại đây, ông làm quen với một linh mục dòng Đa Minh, cha Thiên Phong Bửu Dưỡng, vốn là một giáo sư triết học nổi tiếng tại Hà Nội.
Năm 1945, vốn có tinh thần yêu nước, ông tham gia khởi nghĩa cướp chính quyền và gia nhập Đoàn thanh niên Cứu quốc, một tổ chức của Mặt trận Việt Minh. Năm 1947, ông công tác tại Ty Công an Thanh Hóa. Do có trình độ học vấn khá, sau khi tham gia kháng chiến một thời gian, ông được cấp trên điều động sang công tác tình báo, được huấn luyện phục vụ cho hoạt động sau này. Năm 1949, ông được bí mật kết nạp Đảng. Tháng 6 năm 1950, ông được lệnh trở về Hà Nội hoạt động với bí danh A.25.
Ông theo học bậc Đại học với giáo sư Bửu Dưỡng vừa đi dạy kiếm sống tại trường trung học Nam Đồng của Dòng Chúa Cứu Thế ở Ô Chợ Dừa Hà Nội. Cũng trong thời gian này, từ năm 1951, ông tham gia hoạt động xã hội trong nhóm trí thức mang tên "Chi hội hòa bình" tại Hà Nội và làm quen với Huỳnh Văn Trọng, một cơ sở của ông về sau này, qua sự giới thiệu của linh mục Bửu Dưỡng. Ông cũng bắt đầu viết báo, cộng tác với tuần báo "Đạo binh đức Mẹ", do linh mục Nguyễn Ngà là chủ bút.

## Vào Nam và bắt đầu hoạt động tình báo
Tháng 10 năm 1954, theo chỉ thị của cấp trên, ông di cư vào Nam. Thời gian đầu, với kinh nghiệm viết báo ở Hà Nội, ông tham gia cộng tác viết bài cho báo Đời Mới, chủ bút là Trần Văn Ân. Báo này là cơ quan ngôn luận của Mặt trận Bình dân Nam Việt, năm dưới ảnh hưởng của tướng Bảy Viễn, theo khuynh hướng chống Thủ tướng Ngô Đình Diệm. Đầu năm 1955, được sự giới thiệu của Huỳnh Văn Trọng, khi đó là Đổng lý văn phòng cho Tổng trưởng Nội vụ Huỳnh Văn Nhiệm, một người của Đảng Dân xã Hòa Hảo, ông chuyển sang làm công cán ủy viên tại văn phòng Bộ này, trợ lý cho Huỳnh Văn Nhiệm.
Cùng năm 1955, ông lập gia đình với bà Ngô Thị Như. Hôn nhân giữa hai người ban đầu là giả, mục đích là để từ chối lời cầu hôn của Bạch Tuyết, con gái của Bộ trưởng Nội vụ chính quyền Sài Gòn Ngô Văn Nhậm. Tuy nhiên ông và bà Như sau đó yêu nhau và vợ chồng giả trở thành vợ chồng thật.

## Thâm nhập Phong trào Cách mạng Quốc gia
Cuối năm 1955, Ngô Đình Diệm chủ trương tiêu diệt và làm tan rã lực lượng Bình Xuyên và các giáo phái. Chính phủ liên hiệp đổ, nhờ linh mục Bửu Dưỡng giới thiệu, Lê Hữu Thúy viết bài cộng tác cho báo "Tinh thần" của Nha tổng tuyên úy Công giáo, rồi gia nhập Phong trào Cách mạng Quốc gia, một tổ chức ủng hộ Ngô Đình Diệm. Được sự giới thiệu của Nguyễn Thiệu, Chủ tịch Phong trào tại Đô thành Sài Gòn, ông gia nhập đảng Cần lao Nhân vị để đảm bảo vị thế chính trị trong chính quyền mới.

## Trở thành Thiếu úy Nha An ninh Quân đội
Trong thời gian sinh hoạt tại Phong trào Cách mạng Quốc gia, ông tiếp cận với một đồng hương Thanh Hóa là ông Võ Văn Trưng, một dân biểu, Ủy viên Trung ương Phong trào, một trong nhưng người thân cận của Ngô Đình Diệm lúc bấy giờ. Năm 1956, ông làm chủ nhiệm Tuần báo "Sinh lực", do ông Võ Văn Trưng đỡ đầu. Đầu năm 1958, khi Đại tá Đỗ Mậu được bổ nhiệm làm Giám đốc Nha An ninh Quân đội, nhờ sự tiến cử của Võ Văn Trưng và Nguyễn Thiệu, thậm chí cả của Trần Kim Tuyến, ông được tuyển vào An ninh Quân đội, với cấp bậc Chuẩn úy đồng hóa, về sau được thăng Thiếu úy.

## Bị bắt và giam giữ tại Huế
Tuy nhiên, thời gian của ông hoạt động không lâu. Theo tiểu thuyết "Điện viên giữa sa mạc lửa" do chính ông viết với bút danh Nhị Hồ, thì từ năm 1955, một hồi chánh viên tên là Nguyễn Gia đã tố giác ông là đảng viên Cộng sản. Tuy nhiên, chi tiết này đã không được chú ý đến.
Theo một số tài liệu, Đoàn Công tác Đặc biệt Miền Trung, do ông Dương Văn Hiếu là Trưởng đoàn, phát hiện kể từ năm 1958, mỗi khi phát hiện hay tình nghi một "điệp viên Cộng sản" hoạt động trong quân đội, thường thông báo cho Nha An ninh Quân đội điều tra để loại trừ, thì chỉ ít lâu sau là những người này đã biến mất. Do đó đã nghi ngờ sự rò rỉ từ Thiếu úy An ninh Quân đội Lê Hữu Thúy và đã bí mật bắt giữ ông vào cuối năm 1959 mà không thông báo cho Nha An ninh Quân đội biết.
Từ năm 1960, ông bị chuyển ra Huế và giam giữ chờ xác minh tại trại giam Tòa Khâm. Điều bất ngờ là tại đây cũng tập trung nhiều cơ sở cũ của ông như Nguyễn Xuân Hòe, Vũ Hữu Ruật, thậm chí có cả cấp trên của ông là ông Mười Hương. Việc giam giữ này kéo dài đến năm 1963, khi cuộc đảo chính đã lật đổ chế độ Ngô Đình Diệm. Ông được thả tự do, và theo tường thuật của Minh Chuyên (Tiền Phong Online), thì chính vợ ông đã đốt hồ sơ mật tại trại Tòa Khâm để phi tang chứng cứ các điệp viên tại đây.

## Vụ án Huỳnh Văn Trọng và 42 điệp báo
Năm 1966, ông nhận nhiệm vụ phối hợp với Vũ Ngọc Nhạ để xây dựng lá bài chính trị trong chính trường Sài Gòn. Và lá bài chính trị đó chính là Huỳnh Văn Trọng, cố vấn ngoại giao của Tổng thống Việt nam Cộng hòa Nguyễn Văn Thiệu. Huỳnh Văn Trọng từng là một bộ trưởng dưới thời Bảo Đại, bị bỏ rơi hoàn toàn dưới thời Đệ nhất Cộng hòa của Ngô Đình Diệm nên tỏ ra bất mãn và chỉ làm công việc dạy học cho các nhân viên dân sự Mỹ tại Sài gòn.
Sau khi Ngô Đình Diệm tiêu diệt thế lực giáo phái, do sợ liên lụy, Huỳnh Văn Trọng đã vào sống ẩn cư ở nhà thờ Dòng Chúa cứu thế tại Kỳ Đồng. Tuy không còn tiếp tục dạy học cho các nhân viên Tòa đại sứ Hoa Kỳ nhưng Huỳnh Văn Trọng vẫn còn những mối liên lạc cũ tại đây. Chính qua Huỳnh Văn Trọng, Lê Hữu Thúy đã khai thác được một số thông tin quan trọng. Dù khả năng xác thực hữu ích rất hạn chế, nhưng cũng đủ để ông xây dựng ảnh hưởng chính trị trong chính giới Sài Gòn.
Năm 1967, ông vào Bộ Thông tin – Chiêu hồi, giữ vị trí Công cán Ủy viên, phụ trách công tác chiêu hồi. Chính tại vị trí này, ông đã thu thập được rất nhiều thông tin góp phần vô hiệu hóa nhiều hồi chánh viên được chính phủ tung trở lại hoạt động cho phía mặt trận Dân tộc Giải phóng.
Trong suốt gian đoạn 1965-1968, ông đã thu thập được nhiều thông tin có giá trị về sự dao động chiến lược của Mỹ và việc xuống thang với kế hoạch Việt Nam hóa chiến tranh; phát hiện kịp thời một số cuộc hành quân lớn của Mỹ. Trong công tác chuẩn bị cho chiến dịch Tổng tiến công và nổi dậy Xuân Mậu Thân 1968, ông đã lập được bản đồ hành quân khu tam giác Bến Lức - Đức Hòa - Chợ Lớn giúp lực lượng Quân Giải phóng có thể đột nhập thuận lợi, an toàn.
Tuy hệ thống điệp báo của Việt Nam Dân chủ Cộng hòa tổ chức rất chặt chẽ, nhưng do hoạt động mạnh và có ảnh hưởng đến chính giới cũng như chính quyền Sài Gòn, CIA nhanh chóng phát hiện thấy điều không bình thường của những nhân vật riêng rẽ này, vốn hầu hết đều là những nghi can về tội làm điệp viên và từng bị giam giữ tại trại Tòa Khâm. Do đó, cơ quan CIA đã tiến hành điều tra để phá vỡ cụm tình báo vô cùng nguy hiểm này. Hồ sơ các cựu tù nhân trại Tòa Khâm được giở lại từ giữa năm 1968. Do quy mô, cũng như sức ảnh hưởng quá lớn và tính chất phức tạp của vụ án, mãi hơn một năm sau CIA mới chuyển giao thông tin cho Tổng Nha Cảnh sát điều tra vụ án. Một đơn vị đặc biệt có mật danh S2/B đã được thành lập và đã tiến hành bắt giữ hầu hết những người của Cụm A.22 vào trung tuần tháng 7 năm 1969. Toàn bộ các điệp viên Vũ Ngọc Nhạ, Lê Hữu Thúy, Vũ Hữu Ruật, Nguyễn Xuân Hòe, Nguyễn Xuân Đồng, hầu hết các cơ sở như phụ tá Huỳnh Văn Trọng, cơ sở giao liên như bà Cả Nhiễm... đều bị bắt giữ. Tuy nhiên, Cụm trưởng Tư Lê đã kịp thời trốn thoát.
Do việc ông bị bắt bí mật, ông đã lợi dụng điều này để làm nảy sinh nghi ngờ ông bị bắt do mâu thuẫn bè phái. Lợi dụng mối quan hệ thuộc cấp với Đỗ Mậu (lúc này đã là Thiếu tướng), cộng với việc thủ tiêu tài liệu của vợ ông, giúp phần nào ông giữ được thế chính trị để hoạt động trở lại. Ông tiếp tục với nghề ký giả, viết bài cho báo Trinh Thám, do Hoàng Hồ làm chủ nhiệm.

## Lưu đày Côn Đảo và 5 bức mật điện
Sau khi tuyên án, ông và Vũ Ngọc Nhạ tiếp tục bị CIA tra khảo tại khu biệt giam tại Đặc ủy tình báo số 3A Bạch Đằng. Theo lời kể của Vũ Ngọc nhạ, quá trình tra khảo khiến sức khỏe của Lê Hữu Thuý bị ảnh hưởng nghiêm trọng, "sốt cao, cả hàm răng sưng tấy, rụng dần [...] Mỗi ngày Thúy nhổ ra cả bát máu mủ". Thông qua một người quen của Nguyễn Cao Kỳ làm nhiệm vụ khám, phát thuốc, Vũ Ngọc Nhạ đã bí mật tuồn một số thuốc men, thực phẩm cho Lê Hữu Thuý và nhờ đó đảm bảo được sức khoẻ của ông. Sau khi tra khảo 4 tháng, cả hai ông được đưa ra thụ án ở Côn Đảo.
Sau khi bị đưa ra thụ án tại Côn Đảo, nhờ sự quen biết, ông được giao làm phụ kế toán cho một tù nhân sắp đến ngày được tự do. Do là một tù nhân làm dịch vụ văn phòng, ông hưởng chế độ không phải ở trại giam, được ở Khu trú 1 do Ban An ninh đảo quản lý, được hưởng một số sinh hoạt tự do hạn chế như giao dịch, đi lại trong khu vực quy định, chơi thể thao, tắm biển...
Thông qua, bà Ngô Thị Như, ông nhận được chỉ thị thu thập tài liệu, chứng cứ về số tù chính trị ở đảo. Thời gian này, Hội nghị bốn bên ở Paris có bàn thảo về việc trao đổi tù chính trị, và chính quyền Nguyễn Văn Thiệu có ý định khai khống số lượng tù chính trị và lên kế hoạch bí mật thủ tiêu nhiều tù nhân trong đó có các đảng viên cộng sản. Thông qua dữ liệu về thực phẩm, Lê Hữu Thuý biết được số tù nhân trên đảo là 20.000, trong đó 17.000 là tù chính trị. Tuy nhiên để có sức thuyết phục, cần phải lấy được danh sách và tài liệu gốc. Do sự hỗ trợ của cơ sở tại đảo và sự mất cảnh giác của người kế toán trưởng, ông đã đột nhập được vào văn phòng và lấy được tập hồ sơ gồm bản báo cáo danh số với đầy đủ danh sách tù nhân cùng năm bản mật điện liên lạc giữa Sài Gòn và Côn Đảo ghi rõ số tù đất liền gửi ra, số tù chính trị bị chuyển thành thường phạm, số tù dự kiến bị thủ tiêu.
Sau khi lấy được hồ sơ này, ông lập tức chuyển ngay cho 1 cơ sở là phi công lái trực thăng riêng của Tổng thống Thiệu để chuyển vào đất liền. Chính nhờ bộ hồ sơ gốc này mà Phái đoàn Việt Nam Dân chủ Cộng hòa đã phủ nhận thông báo của Phái đoàn Việt Nam Cộng hòa về con số 5.000 tù chính trị tại Côn Đảo, đưa ra con số chính xác 17.000 tù chính trị, cả các biện pháp đối phó để che giấu số lượng tù nhân thực ở đảo, buộc phía Việt Nam Cộng hòa phải trao trả toàn bộ số tù chính trị ở Côn Đảo. Vì sự kiện này mà Giáo hoàng Phaolô VI đã từ chối tiếp kiến Tổng thống Nguyễn Văn Thiệu trong chuyến công du đến Vatican.
Không khó gì để phát hiện ra người tuồn thông tin ra ngoài, vì vậy ông bị tra khảo tàn khốc, nhưng trại giam vẫn không tìm được người đưa tin bí mật.

## Trở về với cuộc đời bình lặng
Tháng 7 năm 1973, ông được phía Việt Nam Cộng hòa trao trả theo quy chế tù binh. Sau khi kiểm tra thông tin, ông được công nhận quân hàm Thượng úy Quân đội nhân dân Việt Nam. Tuy nhiên, giống như hầu hết các cán bộ tình báo khác, thân phận thực của ông vẫn chưa được xác nhận công khai. Mãi đến năm 1990, ông mới được phục hồi đảng tịch, được thăng vượt cấp từ thượng úy lên Đại tá.
Hoạt động tình báo của ông được khắc họa trong cuốn tiểu thuyết "Điệp viên giữa biển lửa" do ông viết dưới bút danh Nhị Hồ.